# Potężne Kaczory 2
Potężne Kaczory 2 (org. D2: The Mighty Ducks) – amerykański film familijny z 1994 roku. Kontynuacja filmu Potężne Kaczory z 1992 roku.

## Treść
Gordon Bombay pracuje w sklepie sportowym. Marzy jednak o powrocie na lód. Wkrótce ma możliwość zrealizować marzenie i ponownie trenować drużynę hokejową Potężne Kaczory, które mają reprezentować Stany Zjednoczone na Młodzieżowych Igrzyskach Dobrej Woli odbywających się w Los Angeles. Ich przeciwnikiem ma być mistrzowska drużyna hokejowa z Islandii. Sprawa nie jest prosta, gdyż morale drużyny nie jest najlepsze...

## Obsada
- Emilio Estevez: Gordon Bombay
- Kathryn Erbe: Michele MacKay
- Michael Tucker: Tibbles
- Jan Rubes: Jan
- Carsten Norgaard: Wolf Stansson
- Maria Ellingsen: María
- Joshua Jackson: Charlie Conway
- Elden Henson: Fulton Reed
- Shaun Weiss: Greg Goldberg
- Matt Doherty: Lester Averman
- Brandon Quintin Adams: Jesse Hall
- Garette Ratliff Henson: Guy Germaine
- Marguerite Moreau: Connie Moreau

Sportowcy
- Kristi Yamaguchi - łyżwiarka figorowa
- Greg Louganis - skoczek do wody
- Kareem Abdul-Jabbar - koszykarz
- Wayne Gretzky, Chris Chelios, Luc Robitaille, Cam Neely - hokeiści